# 1860 pr. n. št.

## Rojstva
- Šamši-Adad I., asirski kralj († okoli 1776 pr. n. št.)